# .by
.by là tên miền Internet quốc gia (ccTLD) dành cho Belarus. Nó được quản lý bởi Trung tâm An toàn Thông tin Nhà nước của Tổng thống Cộng hòa Belarus (tiếng Nga: Государственный центр безопасности информации при Президенте Республики Беларусь). Mã "by" bắt nguồn từ một cách đánh vần tên Belarus – Byelorussia (Bạch Nga) – được sử dụng vào thời kỳ thuộc Liên Xô.